# Aaron McGhee
Aaron Deshon McGhee (Aurora, 28 giugno 1979) è un ex cestista statunitense.

## Carriera
Con gli Stati Uniti ha disputato i Campionati americani del 2005.

## Palmarès

### Squadra
- Campionato israeliano: 1

Maccabi Tel Aviv: 2008-09

### Individuale
- Liga LEB MVP finali: 1

Granada: 2003-04